# Delano Las Vegas
Delano Las Vegas (voorheen Mandalay Bay en THEhotel) is een hotel aan de Strip in Las Vegas in de Verenigde Staten. Het hotel wordt beheerd door MGM Resorts International en bestaat uit 1.117 kamers.
Alle kamers in Delano zijn van origine suites, echter zijn er wel speciale verdiepingen met penthouses. Ook heeft het hotel een presidentiële suite. De kamers variëren van 70 m² tot 420 m². In tegenstelling tot de meeste hotels aan de Strip heeft Delano geen casino op de begane grond. Wel is het hotel de thuisbasis voor een restaurant van Alain Ducasse, genaamd MiX.

## Geschiedenis

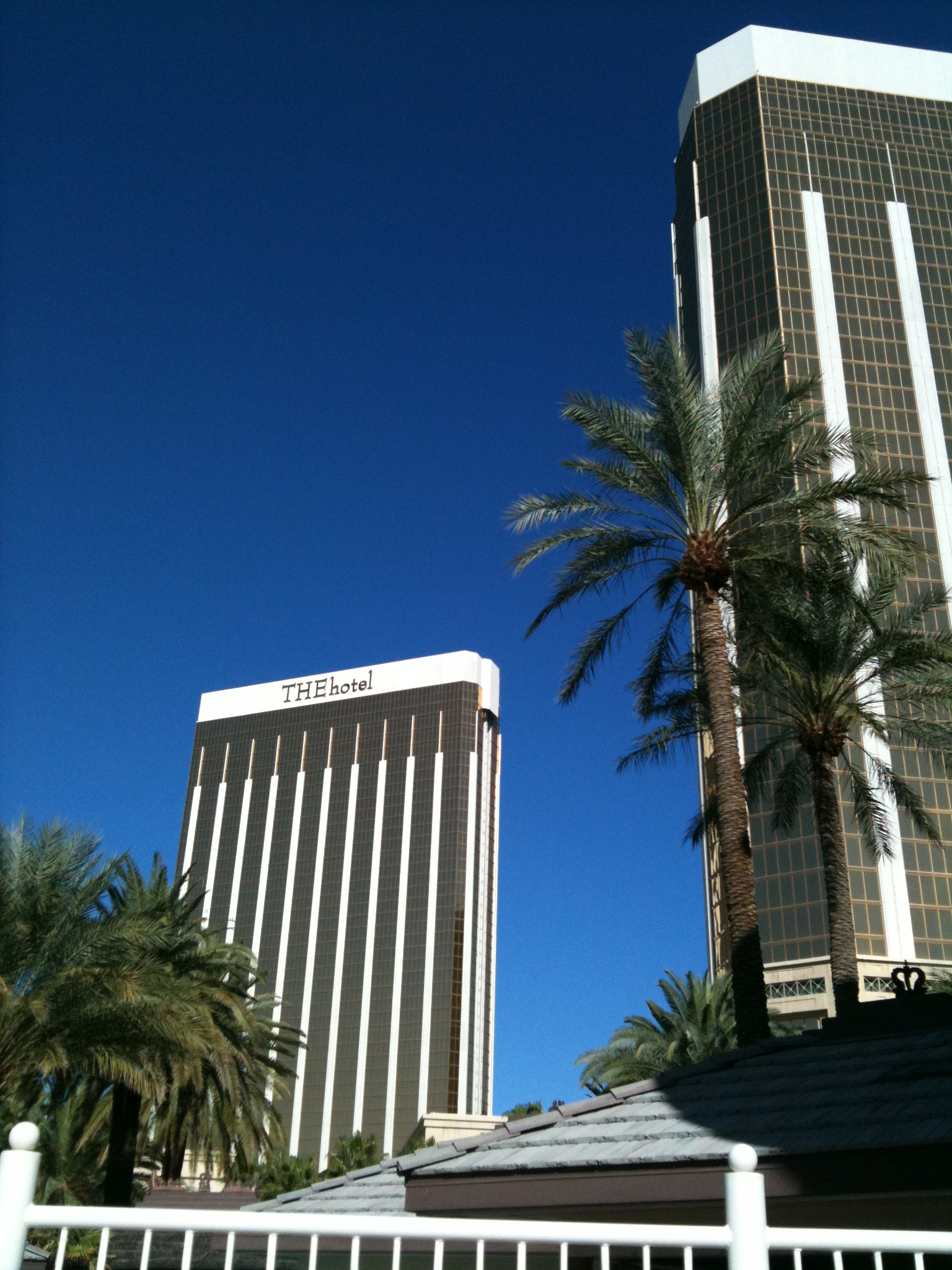
Het hotelgebouw met aan de rechterkant een stuk van het Mandalay Bay.

Delano opende zijn deuren op 17 december 2003 onder de naam Mandalay Bay. Al in 2004 werd besloten het hotel te verbouwen en een andere naam te geven. Na de verbouwing werd het hotel THEhotel at Mandalay Bay genoemd. Het bleef wel al die tijd een onderdeel van het Mandalay Bay hotel dat zich op dezelfde locatie bevindt als Delano.
In 2012 werd bekendgemaakt dat de naam van het hotel in 2013 zou veranderen naar Delano Las Vegas. Tezamen met deze naamsverandering onderging het hotel een renovatie. Dit alles gebeurde in samenwerking met Morgans Hotel Group.